# Sapria himalayana
Sapria himalayana е вид цъфтящо растение от семейство Rafflesiaceae. Видът е застрашен от изчезване.

## Разпространение
Видът е разпространен в Североизточна Индия (Националния парк Намдафа, Мишми Хилс, Ака Хилс в Аруначал Прадеш, Асам, Манипур и Мегхалая), Тайланд (национален парк Doi Suthep, Doi Inthanon, Национален парк Doi Phu Kha, Светилище за дива природа Thung Yai Naresuan, Национален парк Kaeng Krachan в тепа Тенесимим), Мианмар (Дайна и Карен Хилс) и във Виетнам. Природните му местообитания са вечнозелени гори на височини между 800 и 1450 m.